# Petite Suite Provençale (Cleemput)
Petite Suite Provençale is een compositie voor harmonie- of fanfareorkest van de Belgische componist Werner Van Cleemput. Het werk is gebaseerd op volksliedjes uit de Provence. Petite Suite Provençale is in 1976 gecomponeerd voor de Internationale Compositiewedstrijd te Hilvarenbeek, waar het een tweede prijs haalde. De première van het werk werd verzorgd door het Jeugdorkest van de harmonie Concordia van 1839 uit Hilvarenbeek.
Het werk is op cd opgenomen door de Koninklijke Muziekkapel van de Marine te Oostende onder leiding van Jozef Wauters.